# Офсајд (филм)
„Офсајд” је југословенски ТВ филм из 1964. године. Режирао га је Здравко Шотра а сценарио је написао Ефраим Кишон.

## Улоге
| Глумац                  | Улога |
| ----------------------- | ----- |
| Мија Алексић            |       |
| Михајло Бата Паскаљевић |       |
| Петар Словенски         |       |
| Миливоје Томић          |       |
| Еуген Вербер            |       |